# Trhypochthonius tectorum
Trhypochthonius tectorum är en kvalsterart som först beskrevs av Berlese 1896.  Trhypochthonius tectorum ingår i släktet Trhypochthonius och familjen Trhypochthoniidae.

## Underarter
Arten delas in i följande underarter:
- T. t. tectorum
- T. t. congregator
- T. t. spinosus